# Marc Kamionkowski

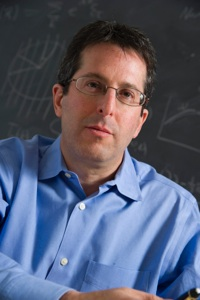
Marc Kamionkowski

Marc Kamionkowski (* 1965 in Cleveland, Ohio) ist ein US-amerikanischer theoretischer Astrophysiker, der sich mit supersymmetrischer Dunkler Materie, Kosmologie und Astroteilchenphysik befasst.

## Leben
Kamionkowski studierte an der Washington University mit dem Bachelor-Abschluss 1987 und wurde 1991 an der University of Chicago promoviert. Als Post-Doktorand war er am Institute for Advanced Study. 1994 wurde er Assistant Professor an der Columbia University. Ab 1999 war er Professor am Caltech, ab 2006 als Robinson Professor für theoretische Physik und Astrophysik. 2011 wurde er Professor an der Johns Hopkins University.

## Werk
Er sagte Signaturen und Beobachtungskennzeichen supersymmetrischer dunkler Materie vorher (in Beschleunigern, bei direkter Beobachtung, in Neutrinoteleskopen und kosmischer Strahlung). 1990 leitete er mit Kim Griest eine obere Grenze von 340 TeV für Teilchen der dunklen Materie aus der Quantenmechanik ab.
Ein weiterer Schwerpunkt seiner Arbeit ist die kosmische Mikrowellenhintergrundstrahlung (engl. cosmic microwave background, CMB). 1993 leitete er mit David Spergel und Naoshi Sugiyama eine Methode ab, aus Temperaturanisotropien Rückschlüsse auf die Geometrie des Universums zu ziehen. Sie waren damit auch Pioniere in der Anwendung der Fisher-Matrix in der Parameterabschätzung in der Astrophysik. 1996 sagte er mit Arthur Kosowsky und Albert Stebbins voraus, das Gravitationswellen vom Big Bang Signaturen in der Polarisation des CMB hinterlassen haben, was in Bicep, dem Planck-Weltraumteleskop und anderen Experimenten untersucht wird und 2014 ein aktuelles Forschungsthema war.
2003 entwarf er mit Robert Caldwell und Nevin Weinberg das Big-Rip-Modell des Endes des Universums.
Mit John March-Russell untersuchte er 1992 Verletzung globaler Symmetrien durch Quantengravitation und mit Arthur Lue und Limin Wang 1999 Paritätsverletzung im CMB.

## Ehrungen und Mitgliedschaften
1998 erhielt er den Helen-B.-Warner-Preis, 2006 den Ernest-Orlando-Lawrence-Preis. 2010 war er Miller Visiting Professor in Berkeley. Für 2015 erhielt er  den Dannie-Heineman-Preis für Astrophysik mit David Spergel für ihre Beiträge zur Analyse der Fluktuationen im CMB. 2021 wurde er mit dem Gruber-Preis für Kosmologie ausgezeichnet.
1996 bis 1998 war er Sloan Research Fellow, wurde 2013 Fellow der American Academy of Arts and Sciences und 2008 der American Physical Society. Kamionkowski ist Mitglied der American Association for the Advancement of Science und seit 2019 Mitglied der National Academy of Sciences.

## Schriften
Neben den in den Fußnoten zitierten Arbeiten:
- mit Gerard Jungman, Kim Griest, Supersymmetric dark matter, Physics Reports, 267, 1996, 195–373, www.its.caltech.edu
- mit Eric G. Adelberger, Ernest Henley, John Bahcall u. a. Solar fusion cross sections, Rev. Mod. Phys., 70, 1998, 1265, bibcode:1998RvMP...70.1265A
- mit Robert Caldwell, The physics of cosmic acceleration, Ann. Rev. Nucl. Part. Sci., 59, 2009, S. 397–429, arxiv:0903.0866
- Gerard Jungman, Marc Kamionkowski, Arthur Kosowsky, David N. Spergel, Weighing the Universe with the Cosmic Microwave Background, Phys. Rev. Lett., 76, 1996, 1007, arxiv:astro-ph/9507080